# 菅野久美子
菅野久美子（かんの くみこ、1982年 - ）は、日本のノンフィクション作家。

## 人物・来歴
宮崎県生まれ。大阪芸術大学芸術学部映像学科卒。出版社で編集者を経て、2005年よりフリーのノンフィクション作家。

## 著書
- 『アダルト業界のすごいひと』彩図社, 2010.5
- 『エッチな現場を覗いてきました!』彩図社, 2015.9
- 『事故物件めぐりをしてきました 大島てるが案内人』彩図社, 2016.4
- 『孤独死大国 予備軍1000万人時代のリアル』双葉社, 2017.3
- 『超孤独死社会 特殊清掃の現場をたどる』毎日新聞出版, 2019.3
- 『家族遺棄社会 孤立、無縁、放置の果てに。』角川新書 2020.8
- 『ルポ女性用風俗』ちくま新書 2022.4
- 『生きづらさ時代』 双葉社 2023.2 ISBN 978-4575318104
- 『孤独死大国 予備軍1000万人時代のリアル』 双葉文庫 2024.2 ISBN 978-4575715026 （2017年刊の文庫化）
- 『母を捨てる』 プレジデント社 2024.2 ISBN 978-4833425261